# Ülejõe (Türi)
Ülejõe – wieś w Estonii, w prowincji Järva, w gminie Türi.